# Titanosuchus
Titanosuchus ist eine ausgestorbene Gattung aus der Gruppe der Dinocephalia. Bisher sind die Überreste von mindestens 59 Exemplaren bekannt, die aus dem mittleren Perm von Südafrika stammen. Titanosuchus-Fossilien wurden innerhalb der Tapinocephalus-Zone entdeckt, einer Biozone der sehr fossilreichen Beaufort-Gruppe, die auf das Capitanium datiert wird. Titanosuchus wurde bereits 1876 von dem britischen Anatom Richard Owen wissenschaftlich beschrieben; die Typusart ist Titanosuchus ferox.

## Systematik
Innerhalb der Dinocephalia wird Titanosuchus zu den Titanosuchia gezählt, welche relativ große und schwer gebaute Formen umfassen. Titanosuchus war wahrscheinlich am engsten mit Jonkeria verwandt, welcher ebenfalls aus der Tapinocephalus-Zone stammt. Beide Gattungen werden auch als Titanosuchidae zusammengefasst und stellen eher ursprüngliche Vertreter der Titanosuchia dar.

## Merkmale und Ernährung
Die Bezahnung des Oberkiefers bestand je Seite aus 5 Schneidezähnen, 1 Eckzahn sowie 11 Backenzähnen; im Unterkiefer waren je Seite 4 Schneidezähne, 1 Eckzahn sowie 10 oder 11 Backenzähne vorhanden. Innerhalb der Titanosuchia kann ein Trend von einer fleischfressenden Ernährungsweise hin zu einer pflanzenfressenden Ernährungsweise beobachtet werden, wobei das Gebiss von Titanosuchus Merkmale beider Ernährungsweisen zeigt: So waren die Eckzähne bei Titanosuchus zwar kleiner als die stark vergrößerten Eckzähne der fleischfressenden Dinocephalia, aber noch immer größer als die übrigen Zähne – bei fortgeschritteneren pflanzenfressenden Vertretern der Titanosuchia waren die Eckzähne auf die Größe der restlichen Zähne reduziert. Die Schneidezähne wiesen bereits verbreiterte Zahnbasen auf. Vermutlich berührten diese sich bei geschlossenem Kiefer und erzeugten einen durchgehenden Schlitz in der Nahrung – im Gegensatz dazu erscheint der Bissabdruck bei anderen Gattungen als eine Reihe von Zahneindrücken. Einzigartig bei Titanosuchus und Jonkeria waren auch die relativ zahlreichen, kleinen und blattförmigen Backenzähne. Diese Zähne berührten sich bei geschlossenem Kiefer nicht; möglicherweise hatten sie eine Funktion zum Packen pflanzlicher Nahrung.
Traditionell wird Titanosuchus aufgrund der vergrößerten Eckzähne als Fleischfresser dargestellt. Richard Owen schreibt 1879:

“We have, in fact, in Titanosuchus a carnivore of a more carnassial type than the Machairodus or other Felines … It most probably found its prey in the huge contemporary Pareiosaurs, Oudenodonts, and Tapinocephalans of its South-African locality”

„Wir haben, in der Tat, mit Titanosuchus einen Karnivoren mit stärker ausgeprägten Reißzähnen als Machairodus oder andere Katzen … Vermutlich fand er seine Beute in den großen zeitgenössischen Pareiosauriern, Oudenodonten und Tepinocephalier seiner südafrikanischen Fundstelle“

Aktuelle Arbeiten vermuten dagegen einen Pflanzen- oder einen Allesfresser.